# ゴーイング・サウス
『ゴーイング・サウス』（原題：Goin' South）は、1978年制作のアメリカ合衆国の西部劇コメディ映画。ジャック・ニコルソン主演・監督。日本では劇場未公開。

## あらすじ
無法者のヘンリー・ムーンは馬泥棒の罪で絞首刑に処せられることになった。だがその寸前、保安官がつめかけた群衆に「南北戦争で男を失った土地持ちの女性が求婚すれば死刑を免れる」という布告をする。そしてそれに名乗りを上げたのは、ジュリアという若く美しい女性だった。
ヘンリーは逃げたり、彼女に乱暴をふるったりしたら即刻逮捕という条件を付けられて解放される。こうしてヘンリーはジュリアと奇妙な共同生活を始めるが、実はジュリアの父は金鉱を残しており、そこから金を掘り出す男手が必要だったため、ヘンリーを助けたのだった。
いいかげんなヘンリーとジュリアの間にはいつもケンカが絶えなかったが、やがて本物の愛が芽生え始める。

## キャスト
- ヘンリー・ムーン：ジャック・ニコルソン
- ジュリア・テイト：メアリー・スティーンバージェン
- トウフィールド：クリストファー・ロイド
- ヴェロニカ・カートライト
- ジェフ・モリス
- エド・ベグリー・ジュニア
- ヘクター：ジョン・ベルーシ
- カイル：リチャード・ブラッドフォード
- ホッグ：ダニー・デヴィート
- ルアナ・アンダース
- クーガン：トレイシー・ウォルター
- ルーシー・リー・フリッピン
- オールドミス：アン・ラムジー
- リン・シェイ
- デニス・フィンプル